# Finger (protokol)
Finger (též Name protocol, Finger user information protocol) je jednoduchý protokol v počítačových sítích pro získání člověkem čitelné informace o stavu uživatele (tzv. status) a dalších informací o daném uživateli.

## Historie
Program finger napsal v roce 1971 Les Earnest jako nástroj pro zjištění informací o uživatelích přihlášených na určitém počítačovém systému nebo o vybraném uživateli. Informace o tom, kdo je právě přihlášen (nebo kdy byl naposledy přihlášen), byla v rozlehlých institucích velmi užitečná pro zjištění dostupnosti osob. Program finger býval svého času nejčastější formou zjišťovaní stavu účastníka vzdálenými uživateli sítě.
Program finger (v operačním systému Unix), příp. name (v operačním systému ITS – Incompatible Timesharing System), rozšiřoval funkčnost programu who, který zobrazuje uživatelské jméno, terminálové zařízení, datum a čas přihlášení, případně odkud se uživatel přihlásil, uživatelů přihlášených na stejném počítačovém systému.
Pojmenování tohoto programu vzniklo díky myšlence, že lidé při hledání určité informace ukazují svým prstem (anglicky finger) směrem na seznam. 
Finger jako protokol rodiny TCP/IP byl pod názvem Name/Finger protocol zdokumentován v RFC dokumentu RFC 742 (prosinec 1977).

## Implementace
Finger démon (server) běží na TCP portu 79. Klient otevře spojení a zašle dotaz zakončený znakem konce řádku. Server vrátí odpověď a zavře spojení.
Finger user information protokol je založen na RFC 1288 (The Finger User Information Protocol, prosinec 1991). Typicky serverová strana protokolu je implementována v programu fingerd (finger démon), zatímco strana klienta je implementována programy finger nebo name, které mají za úkol vrátit uživatelsky přívětivou informaci o systému nebo o konkrétním uživateli. Formát vracených informací není specifikován.
Program, by měl, poskytnou informace například o tom, zda je uživatel aktuálně přihlášený, emailovou adresu nebo plné jméno. Při dotazu na konkrétního uživatele vypsal protokol finger obsah souborů .project a .plan v domovském adresáři uživatele. Tyto soubory (udržované samotným uživatelem) obsahují ostatní užitečné informace o současných aktivitách uživatele, jako je například micro-blogging nebo různé druhy humoru.

## Ukázka
Níže je ukázka výstupu použití příkazu finger na linuxovém systému (tučně zvýrazněný text zadal uživatel):
```
$ 
finger hužva

Login: huzva          			Name: René Hužva
Directory: /home/huzva              	Shell: /bin/bash
Last login Pá lis 15 11:30 2013 (CET) on pts/11 from 10.2.201.254
Mail last read St zář 10 19:16 2014 (CEST)
No Plan.
```

## Bezpečnostní problémy
Dodávání detailních informací o emailových adresách a celých jménech bylo považováno za přijatelné a vhodné pouze v prvotních dnech sítí. Později to bylo považováno za sporné především z důvodu ochrany osobních údajů a bezpečnosti. Finger informace byly často zneužívány hackery pomocí útoků typu sociální inženýrství na firemní počítačové systémy. Pomocí finger klienta získal cracker firemní jména zaměstnanců, jejich telefonní čísla, mailové adresy a mohl žádat informace po jiném zaměstnanci a vydávat se za jeho kolegu. Finger démon měl několik bezpečnostních děr, které crackeři používali pro vniknutí do systému. Morrisův červ v roce 1988 využíval náchylnost přetékání fingerd programu k jeho samovolnému šíření. Finger protokol je také nekompatibilní s Network Address Translation (NAT) v některých privátních síťových adresách (např. 192.168.0.0/16), které jsou používány u většiny domácích a kancelářských stanic, a které se připojují k internetu pomocí směrovače nebo brány firewall.
Z těchto důvodů byl finger používán převážně v počátcích internetu, okolo roku 2000 však většina serverů začala nabízet jiné služby.

## Aplikační podpora
Je implementovaný v Unixu, Unixových systémech a současná verze i ve Windows (finger.exe příkaz). Ostatní software má finger podporu jako např.:
- ELinks
- Minuet